# When I Grow Up (Garbage)
When I Grow Up è il quarto singolo dei Garbage del secondo album Version 2.0. È uscito nel gennaio 1999 nel Regno Unito e in altri stati Europei, mentre contemporaneamente in Francia e in Germania usciva anche il singolo The Trick Is to Keep Breathing.

## Distribuzione
Il video di When I Grow Up è stato diretto da Sophie Muller che ne ha realizzato anche una versione live, il video è stato presentato nel febbraio 1999.
When I Grow Up è stata una delle canzoni della colonna sonora del film Big Daddy - Un papà speciale.

## Classifiche
| Classifica (1999)         | Posizione massima |
| ------------------------- | ----------------- |
| Australia                 | 22                |
| Irlanda                   | 28                |
| Nuova Zelanda             | 24                |
| Regno Unito               | 9                 |
| Spagna                    | 15                |
| Stati Uniti (alternative) | 23                |
| Stati Uniti (dance club)  | 4                 |

## Date di pubblicazione
| Data di pubblicazione | Paese         | Casa discografica         | Formato                       |
| --------------------- | ------------- | ------------------------- | ----------------------------- |
| 11 gennaio 1999       | Europa        | BMG                       | CD maxi, CD single            |
| 25 gennaio 1999       | Regno Unito   | Mushroom Records UK       | Musicassetta, 2×CD single set |
| 1 febbraio 1999       | Regno Unito   | Mushroom Records UK       | 3" CD                         |
| 12 aprile 1999        | Stati Uniti   | Almo Sounds               | Airplay: Modern Rock Tracks   |
| 15 giugno 1999        | Stati Uniti   | Almo Sounds               | Contemporary hit radio        |
| 22 giugno 1999        | Stati Uniti   | Almo Sounds               | 12" vinile                    |
| Luglio 1999           | Nuova Zelanda | Festival Mushroom Records | Musicassetta, CD maxi         |
| 2 agosto 1999         | Australia     | Festival Mushroom Records | CD maxi                       |
| 6 marzo 2000          | Germania      | BMG                       | CD maxi                       |